# فرانز ليديرير
فرانز ليديرير (بالألمانية: Franz Lederer)‏ (و. 1963  م) هو لاعب كرة قدم، ومدرب كرة قدم نمساوي.